# Secretina
La secretina és una hormona polipeptídica gastrointestinal, lliurada a la sang pel duodè i que actua sobre el pàncrees estimulant la secreció de suc pancreàtic, ric en aigua i hidrogencarbonats, quan arriba l'àcid provinent de l'estòmac. Es considera la primera hormona descoberta. Va ser descoberta en 1902 per Starling i Bayliss.